# قصعين شائك
قصعين شائك أو شجرة الجمل (الاسم العلمي:Salvia spinosa) هو نوع من النباتات يتبع جنس قصعين من الفصيلة الشفوية.